# 龙抄手

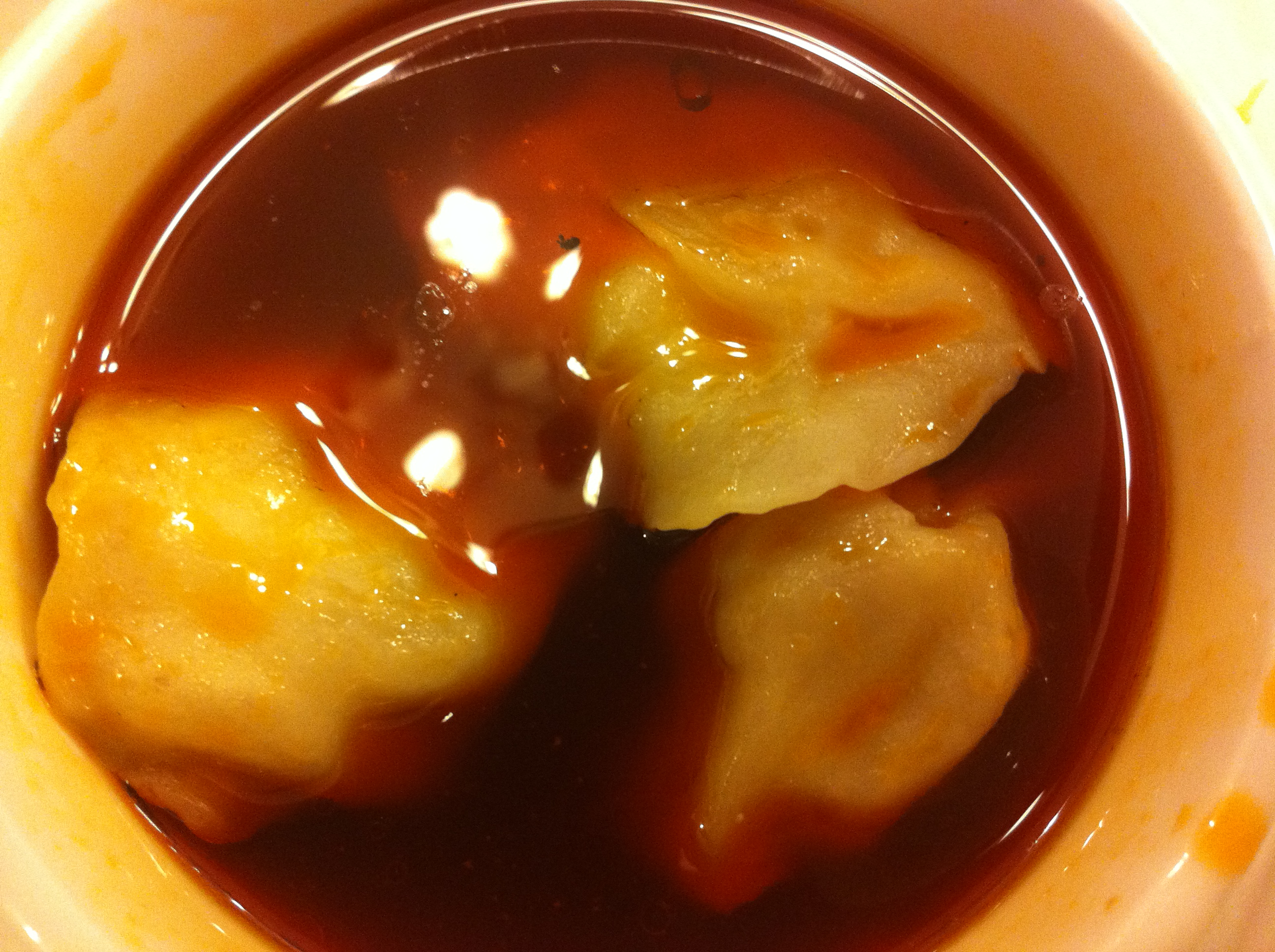
抄手，成都龙抄手餐厅

龙抄手是中国大陆四川成都市的一家以制作抄手的饮食店。抄手是馄饨在四川的称呼，在广州称云吞，在江西称清汤，而在中国其它地方主要称馄饨。店制作的抄手，皮极薄，呈半透明状，很受欢迎。1960年代后，龙抄手迁至成都春熙路南段6-8号，不仅经营各种品种的抄手，而且增添了各种成都小吃等，发展成大型的小吃餐馆，吸引了不少游客。
龙抄手的创办者是张光武，他于1941年在成都悦来场创办此店。取名“龙”字是因为张光武在筹建该店时借用了“浓花茶园”的“浓”字的谐音。
1995年，龙抄手被中华人民共和国国内贸易部授予“中华老字号”称号。